# Пушкин, Евгений Алексеевич
Евге́ний Алексе́евич Пу́шкин (1845—1915) — председатель Тверского окружного суда в 1886—1895 годах, сенатор; тайный советник.

## Биография
Родился 22 февраля (6 марта) 1845 года. Происходил из мещан Московской губернии. Дослужившись до чина действительного статского советника, получил потомственное дворянство.
Воспитывался в Московской 1-й гимназии, однако курса не окончил и поступил в 1861 году в Московский университет, выдержав экзамен на юридический факультет годом ранее своих сверстников по гимназии. Из университета в 1864 году поступил вольноопределяющимся в 14-й гусарский Митавский полк, в следующем году был произведён в корнеты и поручики, а в 1866 году вышел в отставку.
В 1870 году сдал кандидатский экзамен в Московском университете и поступил на службу в Министерство юстиции, кандидатом на судебные должности к прокурору Московской судебной палаты Н. А. Манассеину. В 1871 году, через пять месяцев службы кандидатом, был назначен товарищем прокурора Ставропольского, а через несколько месяцев — Ярославского окружного суда. В 1877 году перешел на службу в Варшавский судебный округ, где был товарищем прокурора Варшавского окружного суда, прокурором Сувалкского и Седлецкого окружных судов и исправлял должность товарища прокурора судебной палаты. В бытность седлецким прокурором занимался так называемым «униатским делом».
В 1883 году был приглашён на должность вице-директора департамента полиции, но оставался там недолго, занимаясь законодательной частью и исполняя обязанности юрисконсульта Министерства внутренних дел. Когда в 1886 году министром юстиции был назначен Н. А. Манассеин, он предложил Евгению Алексеевичу вернуться в это министерство, с назначением председателем Курского окружного суда. Затем почти 10 лет председательствовал в Тверском окружном суде, приложив немалые усилия для устройства этого суда, принятого им в крайне запущенном состоянии. В это время основал в Твери Общество земледельческих колоний для малолетних преступников, по его инициативе и при денежной помощи губернского земства открылась колония близ с. Бурнашева; в суде была учреждена ссудо-сберегательная касса и юридическая библиотека; он состоял членом Тверской учёной архивной комиссии.
В 1895 году перешел на должность товарища обер-прокурора гражданского кассационного департамента Сената. В 1902 году на некоторое время был назначен старшим председателем Харьковской судебной палаты, в производстве которой находились многочисленные дела о крестьянских беспорядках и о крушении земельного и торгового банков. 1 января 1903 года произведен в тайные советники, а 10 декабря того же года ему было повелено присутствовать в Гражданском кассационном департаменте Сената. Также он был членом Высшего призового суда.
Напечатал несколько статей и исследований по юридическим вопросам, наиболее заметные из которых: «По поводу предстоящей реформы следственной части» (Москва: тип. А. И. Мамонтова и К°, 1882. — [2], 60 с) и «О применении магометанских законов при производстве дел о наследствах» (Санкт-Петербург: тип. Правительствующего сената, 1898. — 64 с.). Публиковался во многих юридических журналах, в начале своей практики вел судебную хронику в «Московских ведомостях» и поместил несколько очерков из судебной практики в «Новом времени».
Скончался 23 февраля (8 марта) 1915 года.

## Семья
Был женат на дочери подполковника Надежде Аполлоновне Колокольцовой (1845—1930), в 1899 году брак этот был расторгнут. Их дочь София (1872—1945), замужем за сенатором В. П. Носовичем.
С 6 сентября 1899 года был женат на княжне Варваре Николаевне Голицыной (1873—1931), известной переводчице, дочери князя Н. Н. Голицына. Их дети: Георгий (род. 1904), Ксения (род. 1900)
и Варвара (род. 1902).

## Награды
- Орден Святого Станислава 2-й ст. (1880);
- Орден Святой Анны 2-й ст. (1883);
- Орден Святого Владимира 3-й ст. (1891);
- Орден Святого Станислава 1-й ст. (1895);
- Орден Святой Анны 1-й ст. (1901);
- Орден Святого Владимира 2-й ст. (1907);
- Орден Белого Орла (1911);

- Высочайшая благодарность (1913);
- Подарок с вензелевым изображением Высочайшего имени (1913).
- медаль «В память царствования императора Александра III»
- медаль «В память 300-летия царствования дома Романовых»
- знак «В память 200-летия Правительствующего Сената»
- знак отличия беспорочной службы за XL лет.